# OSAMPO
「OSAMPO」（おさんぽ）は、Charの17枚目のシングル。作詞・作曲・編曲：Char。2006年4月から5月まで、NHKの歌番組「みんなのうた」で放送。

## 概要
『みんなのうた』の放送で使用されたアニメーションの映像は、今回で番組27回目の参加となる常連の古川タクが制作した。
Charによれば、子供に楽しんでもらいたいということで作成した曲。
歌詞では、1番では冬の散歩を、2番では春から夏にかけてを歌っている。
2011年4月27日にポニーキャニオンより発売されたCD「NHKみんなのうた 50 アニバーサリーベスト～グラスホッパー物語～」にも収録されている。

## 収録曲
1. OSAMPO
作詞・作曲・編曲：Char
2. Cat Food
作詞・作曲・編曲：Char
3. OSAMPO II (LIVE)
作詞・作曲・編曲：Char